# Investidura presidencial de Luis Lacalle Pou
La investidura presidencial de Luis Lacalle Pou como 42.º presidente constitucional de Uruguay se llevó a cabo el domingo 1 de marzo de 2020, primero en el Palacio Legislativo y luego en la Plaza Independencia. En la ceremonia, también prestó juramento Beatriz Argimón como la 18.º vicepresidente de Uruguay.

## Ceremonia

### Juramento
La «Ceremonia de Compromiso de Honor Constitucional» inició a las 13:45 (UTC-3) con la entrada de Luis Lacalle Pou y Beatriz Argimón al Palacio Legislativo. El evento comenzó con la entonación del Himno Nacional a cargo de la soprano Luz del Alba Rubio junto al coro del SODRE, en mi bemol mayor, tal como lo concibió Francisco José Debali en 1833.
Tras el himno, Lacalle Pou y Argimón prestaron juramento ante la Asamblea General, en conformidad con el Artículo 51 de la Constitución, y fueron investidos en el cargo de presidente y vicepresidente de la República, respectivamente. Al asumir la vicepresidencia, Argimón pasó a presidir la Asamblea General, y dio paso a la segunda parte de la ceremonia. A las 14:10, Lacalle Pou realizó su primer discurso como presidente de la República, que tuvo una duración de 35 minutos. Tras el fin de la alocución, Argimón dio por finalizada la sesión de la Asamblea General.
Luego de la ceremonia en el Palacio Legislativo, el nuevo presidente y vicepresidenta desfilaron por la Avenida del Libertador en un Ford V8 1937 convertible que perteneció a Luis Alberto de Herrera, bisabuelo de Lacalle Pou. El recorrido, que finalizó en la Plaza Independencia, estuvo acompañado de miles de jinetes provenientes de todo el país que llegaron a Montevideo para la ocasión.

### Traspaso de mando

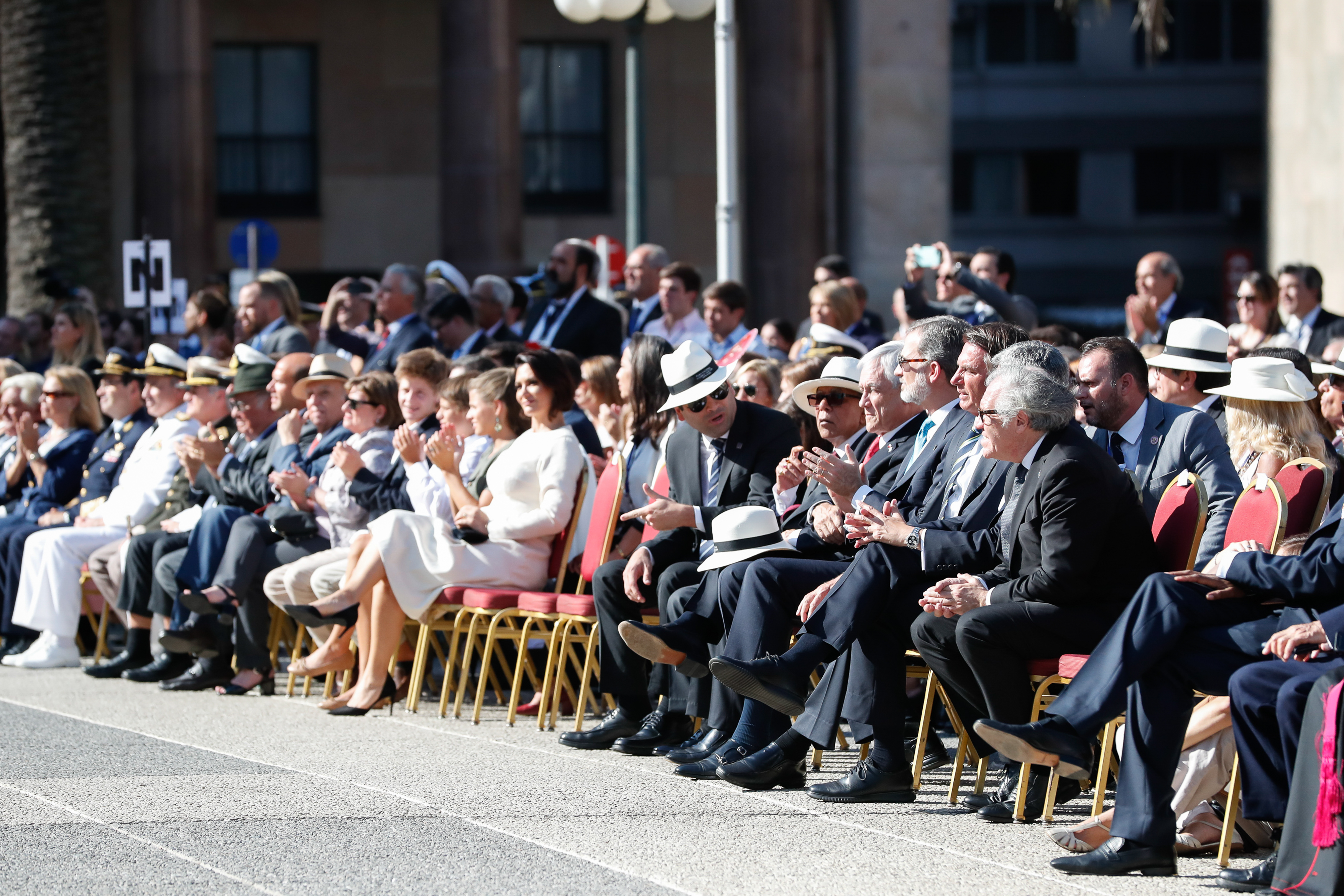
Delegaciones internacionales durante los eventos en la Plaza Independencia.

A las 16:30, los mandatarios e invitados arribaron a la Plaza Independencia, donde se realizó la «Ceremonia de Traspaso de Mando». En la misma, el presidente saliente Tabaré Vázquez le entregó la banda presidencial a Lacalle Pou, quien quedó simbólicamente investido en el cargo, y con lo cual se dio fin a las solemnidades de la investidura. A continuación, los secretarios de Estado designados para conformar el Gabinete firmaron el Libro de Actas y fueron investidos en sus respectivos puestos. Posteriormente tuvo lugar un desfile militar en honor al Gobierno, tras lo cual el presidente se dirigió nuevamente al público presente.

### Eventos posteriores a la ceremonia
Tras la finalización de la ceremonia, los miembros del Gobierno ingresaron al Palacio Estévez, sede protocolar del Poder Ejecutivo. Desde el balcón del edificio, Lacalle Pou y su familia, junto a Argimón realizaron el tradicional saludo a la multitud. Asimismo, se realizó un espectáculo artístico para los invitados.
Posteriormente, el presidente, la primera dama, Lorena Ponce De León, y el ministro de Relaciones Exteriores, Ernesto Talvi, saludaron a las delegaciones internacionales.

## Asistentes internacionales

### Jefes de Estado o de Gobierno
- Abdul Hamid, presidente de Bangladés.[17]
- Jair Bolsonaro, presidente de Brasil.[18]
- Sebastián Piñera, presidente de Chile.[19]
- Iván Duque, presidente de Colombia.[20]
- Felipe VI, rey de España.[21]
- Mario Abdo Benítez, presidente de Paraguay.[22]

Otras autoridades
- Manuel Domingos Augusto, ministro de Relaciones Exteriores de Angola.[23]
- Felipe Solá, ministro de Relaciones Exteriores de Argentina.[24]
- Alen Simonyan, presidente de la Asamblea Nacional de Armenia.[25]
- Karen Longaric, ministra de Relaciones Exteriores de Bolivia.[26]
- Pablo Rodríguez, líder del Gobierno en la Cámara de los Comunes de Canadá.[27]
- Hamad Bin Abdulaziz Al-Kawari, vice primer ministro de Catar.[23]
- Li Ganjie, ministro de Ecología y Ambiente de China.[28]
- Otto Sonnenholzner, vicepresidente de Ecuador.[29]
- Andrew R. Wheeler, administrador de la Agencia de Protección Ambiental de los Estados Unidos.[30]
- Ebal Jair Díaz Lupian, secretario de la Presidencia de Honduras.[23]
- Ricardo Merlo, subsecretario de Asuntos Exteriores de Italia.[31]
- Takeo Kawamura, miembro de la Cámara de Representantes de Japón y presidente de la Liga Parlamentaria de Amistad Japón-Uruguay.[32]
- Marcelo Ebrard, secretario de Relaciones Exteriores de México.[33]
- Hakim Benchamach, presidente de la Cámara de Consejeros de Marruecos.[34]
- Alejandro Ferrer, ministro de Relaciones Exteriores de Panamá.[35]
- Vicente Zeballos, presidente del Consejo de Ministros del Perú.[36]
- João Pedro Matos Fernandes, ministro de Ambiente y Acción Climática de Portugal.[37]
- Wendy Morton, ministra de Estado para Europa, América del Norte y Territorios de Ultramar del Reino Unido.[38]
- Taras Kachka, viceministro de Desarrollo Económico, Comercio y Agricultura de Ucrania.[23]

Otros invitados

### Otros invitados
- Luis Almagro, secretario general de la Organización de los Estados Americanos.[39]
- Andrés Delich, secretario general de la Organización de Estados Iberoamericanos para la Educación, la Ciencia y la Cultura.[40]
- Zurab Pololikashvili, secretario general de la Organización Mundial del Turismo.[41]
- Fabio Bertranau, director para el Cono Sur de la Organización Internacional del Trabajo.[23]
- Alfonso Blanco Bonilla, secretario ejecutivo de la Organización Latinoamericana de Energía.[42]
- Giovanni Escalante, representante de la Organización Panamericana de la Salud.[23]
- Lidia Brito, integrante del directorio de la Organización de las Naciones Unidas para la Educación, la Ciencia y la Cultura.[23]